# ベイ・ブリーズ
「ベイ・ブリーズ」（Bay Breeze）は、真島俊夫がニュー・サウンズ・イン・ブラス第20集を記念して作曲された吹奏楽曲である。

## 概略
ニュー・サウンズ・イン・ブラス第20集を記念されて作られたシリーズ初のオリジナル曲である。爽やかなメロディーが特徴のフュージョン系の曲で、ラテンパーカッションが活躍する曲である。今でも人気が高く、演奏会などではよく聞かれる。また、曲は師である岩井直溥に捧げられている。

## 曲の構成
前奏がトランペットなどによって歌われ、その次に木管によって主題に入る。途中にアルトサックスソロがあり、それが終わるとトランペットなどがメロディーを奏でる。曲が静かになり最初のメロディーは木管が、次は木管にベースが加わってメロディーが流れ、その次にはトランペットソロがある。トランペットソロの後にはリストのハンガリアン狂詩曲第2番のフレーズが出てくる。再び前奏のメロディーが流れ、その後にパーカッションのソロがある。パーカッションのソロの次はトランペットとトロンボーンのソリが流れる。D.S.でアルトサックスソロのところに戻り、アルトサックスのソロが終わったらまたトランペットのメロディーが流れ、CODAに飛び、フィナーレを迎え終わる。

## 編成
| 木管   | 木管                 | 金管                 | 金管                 | 弦・打               | 弦・打                                             |
| ------ | -------------------- | -------------------- | -------------------- | -------------------- | -------------------------------------------------- |
| Fl.    | 2, Picc.             | Tp.                  | 4                    | Cb.                  |                                                    |
| Ob.    | 1                    | Hr.                  | 4                    | Timp.                | ●                                                  |
| Fg.    | 1                    | Tbn.                 | 3, Bass              | 他                   | Drum Set, Conga, Cow., W.C., Shaker, Glock., Xylo. |
| Cl.    | 3, E♭, Alto, Bass    | Eup.                 | ●                    | 他                   | Drum Set, Conga, Cow., W.C., Shaker, Glock., Xylo. |
| Sax.   | Alt. 2 Ten. 2 Bar. 1 | Tub.                 | ●                    | 他                   | Drum Set, Conga, Cow., W.C., Shaker, Glock., Xylo. |
| その他 | その他               | E.Bass, E.Gt., Piano | E.Bass, E.Gt., Piano | E.Bass, E.Gt., Piano | E.Bass, E.Gt., Piano                               |